# Marty Nothstein
Martin „Marty“ Wayne Nothstein (* 10. Februar 1971 in Allentown, Pennsylvania) ist ein ehemaliger US-amerikanischer Radrennfahrer und Olympiasieger.

## Sportliche Laufbahn
Marty Nothstein war zunächst hauptsächlich in Kurzzeitdisziplinen auf der Bahn aktiv. Er errang altersklassenübergreifend 34 US-Meistertitel, unter anderem gewann er zwischen 1996 und 2001 jedes Jahr den Titel im Sprint, im Teamsprint und im Keirin. Dazu kamen die Titel im Tandemrennen 1989 und 1990.
Seine erste Medaille bei Bahn-Radweltmeisterschaften erreichte Nothstein 1993, als er im Keirin Silber hinter Gary Neiwand gewann. Im folgenden Jahr wurde er dann Weltmeister im Keirin und auch im Sprint. Den Weltmeistertitel im Keirin gewann er erneut 1996. Bei den Olympischen Spielen im selben Jahr in Atlanta verlor er im Sprintfinale gegen den Deutschen Jens Fiedler mit 0:2 und sicherte sich so die Silbermedaille. Bei den folgenden Olympischen Spielen in Sydney siegte er im Sprint. Bei den Panamerikanischen Spielen 1999 errang er drei Goldmedaillen, in Teamsprint (mit Christian Marcello Arrue und Johnny Barrios), Sprint und Keirin. 1995 gewann er die traditionsreiche Champion of Champions Trophy.
In den folgenden Jahren startete Nothstein auch bei Straßen- sowie bei Sechstagerennen. So wurde er 2003 Straßenmeister von New York City. Er startete bei insgesamt 22 Sechstagerennen und gewann 2002 gemeinsam mit Ryan Oelkers das von Moskau.

## Politik
Marty Nothstein ist Mitglied der Republikanischen Partei. 2015 wurde er zum At-large commissioner von Lehigh County gewählt und diente ab Januar 2017 als Vorsitzender der Commissioner-Versammlung. 2018 kandidierte er erfolglos für das Repräsentantenhaus der Vereinigten Staaten.
Mitte August 2018 wurde bekannt, dass gegen Nothstein der Vorwurf sexuellen Fehlverhaltens im Jahr 2000 erhoben wurde. Eine Untersuchung ergab kein Fehlverhalten Nothsteins. Er bezeichnete die Anschuldigungen als „politische Schmutzkampagne“. Im Dezember 2021 wurde er des Hausfriedensbruchs und Stalkings beschuldigt und für kurze Zeit in Haft genommen, nachdem er eine Frau, mit der er sechs Jahre liiert war, verfolgt haben soll. Bis zur Anhörung kam er auf Kaution frei.

## Diverses
Nach seinem Rückzug vom Radsport im Jahre 2006 fuhr Nothstein begann mit Dragster-Rennen.
Bis August 2018 leitete Nothstein das Radsportzentrum Valley Preferred Cycling Center in Trexlertown, Pennsylvania.

## Erfolge
1993
- Weltmeisterschaft – Keirin

1994
- Weltmeister – Sprint, Keirin

1995
- Weltmeisterschaft – Teamsprint (mit Erin Hartwell und William Clay)
- Panamerikaspielesieger – Sprint

1996
- Olympische Spiele – Sprint
- Weltmeister – Keirin
- Weltmeisterschaft – Sprint

1997
- Weltmeisterschaft – Keirin

1999
- Panamerikaspielesieger – Sprint, Keirin, Teamsprint (mit Christian Marcello Arrue und Johnny Barrios)
- US-amerikanischer Meister – Sprint, Keirin

2000
- Olympische Spiele – Sprint
- US-amerikanischer Meister – Sprint, Keirin

2002
- US-amerikanischer Meister – Scratch

2003
- US-amerikanischer Meister – Keirin

2004
- US-amerikanischer Meister – Keirin

## Publikationen
- Mit Ian Dille: The Price of Gold. The Toll and the Triumph of One Man’s Olympic Dream. Rodale Press 2012, ISBN 978-1609613372.